# Grupno prvenstvo NP Osijek 1955./56.
Grupno prvenstvo Nogometnog podsaveza Osijek je predstavljalo najniži stupanj natjecanja u podsavezu. Prvenstvo je bilo podijeljeno u 3 grupe. Prvaci grupa su igrali kvalifikacije za ulazak u pokrajinsku ligu podsavezne lige.

## Tablice

### Grupa I
| Mj. | Klub                       | Sus. | Pobj. | Ner. | Por. | GR.   | Bod. |
| --- | -------------------------- | ---- | ----- | ---- | ---- | ----- | ---- |
| 1.  | NK Darda                   | 14   | 12    | 1    | 1    | 68:15 | 25   |
| 2.  | NK Zmaj Zmajevac           | 14   | 6     | 3    | 5    | 35:24 | 15   |
| 3.  | NK Hajduk Kozjak           | 14   | 7     | 1    | 6    | 27:25 | 15   |
| 4.  | NK Radnički Mirkovac       | 14   | 6     | 2    | 6    | 30:37 | 14   |
| 5.  | NK Sloga Lug               | 14   | 6     | 2    | 6    | 25:37 | 14   |
| 6.  | NK Borac Kokingrad         | 14   | 4     | 5    | 5    | 22:23 | 13   |
| 7.  | NK Borac Kneževi Vinogradi | 14   | 6     | 0    | 8    | 23:34 | 12   |
| 8.  | NK Lastavica Brestovac     | 14   | 2     | 0    | 12   | 8:43  | 4    |

### Grupa II
| Mj. | Klub                | Sus.                                             | Pobj.                                            | Ner.                                             | Por.                                             | GR.                                              | Bod.                                             |
| --- | ------------------- | ------------------------------------------------ | ------------------------------------------------ | ------------------------------------------------ | ------------------------------------------------ | ------------------------------------------------ | ------------------------------------------------ |
| 1.  | NK Sloga Borovo     | 16                                               | 11                                               | 1                                                | 4                                                | 62:39                                            | 23                                               |
| 2.  | NK Bratstvo Erdut   | 16                                               | 10                                               | 2                                                | 4                                                | 56:32                                            | 22                                               |
| 3.  | NK Omladinac Dalj   | 16                                               | 8                                                | 4                                                | 4                                                | 46:36                                            | 20                                               |
| 4.  | DNK Radnički Dalj   | 16                                               | 7                                                | 3                                                | 6                                                | 44:42                                            | 17                                               |
| 5.  | NK Bršadin          | 16                                               | 6                                                | 4                                                | 6                                                | 49:37                                            | 16                                               |
| 6.  | NK Sloga Pačetin    | 16                                               | 7                                                | 1                                                | 8                                                | 40:39                                            | 15                                               |
| 7.  | NK Borac Bobota     | 16                                               | 7                                                | 0                                                | 9                                                | 32:44                                            | 14                                               |
| 8.  | BSK Bijelo Brdo     | 16                                               | 3                                                | 3                                                | 9                                                | 28:66                                            | 9                                                |
| 9   | NK Fruškogorac Ilok | 16                                               | 2                                                | 4                                                | 8                                                | 33:55                                            | 8                                                |
|     | NK Sinđelić Trpinja | isključen iz prvenstva u prvom dijelu natjecanja | isključen iz prvenstva u prvom dijelu natjecanja | isključen iz prvenstva u prvom dijelu natjecanja | isključen iz prvenstva u prvom dijelu natjecanja | isključen iz prvenstva u prvom dijelu natjecanja | isključen iz prvenstva u prvom dijelu natjecanja |

### Grupa III
| Mj. | Klub                  | Sus. | Pobj. | Ner. | Por. | GR.   | Bod. |
| --- | --------------------- | ---- | ----- | ---- | ---- | ----- | ---- |
| 1.  | ŠK Jovalija Valpovo   | 8    | 4     | 3    | 1    | 20:10 | 11   |
| 2.  | NK Podravac Bistrinci | 8    | 3     | 3    | 2    | 13:10 | 9    |
| 3.  | NK Papuk Orahovica    | 8    | 4     | 0    | 4    | 15:16 | 8    |
| 4.  | NK Mladost Bizovac    | 8    | 2     | 2    | 4    | 15:21 | 6    |
| 5.  | NK Jedinstvo Čepin    | 8    | 2     | 2    | 4    | 11:17 | 6    |

## Kvalifikacije za ulazak u podsaveznu ligu
| Mj. | Klub                | Sus. | Pobj. | Ner. | Por. | GR.   | Bod. |
| --- | ------------------- | ---- | ----- | ---- | ---- | ----- | ---- |
| 1.  | NK Sloga Borovo     | 4    | 2     | 1    | 1    | 11:9  | 5    |
| 2.  | ŠK Jovalija Valpovo | 4    | 2     | 0    | 2    | 10:12 | 4    |
| 3.  | NK Darda            | 4    | 1     | 1    | 2    | 11:11 | 3    |

U konačnici su sva tri kluba izborili plasman u pokrajinsku ligu, jer je NK Šparta Beli Manastir izborila promociju u 3. nogometnu zonu, dok iz nje niti jedan klub nije ispao u podsaveznu ligu.